# 馬克萊貝格湖

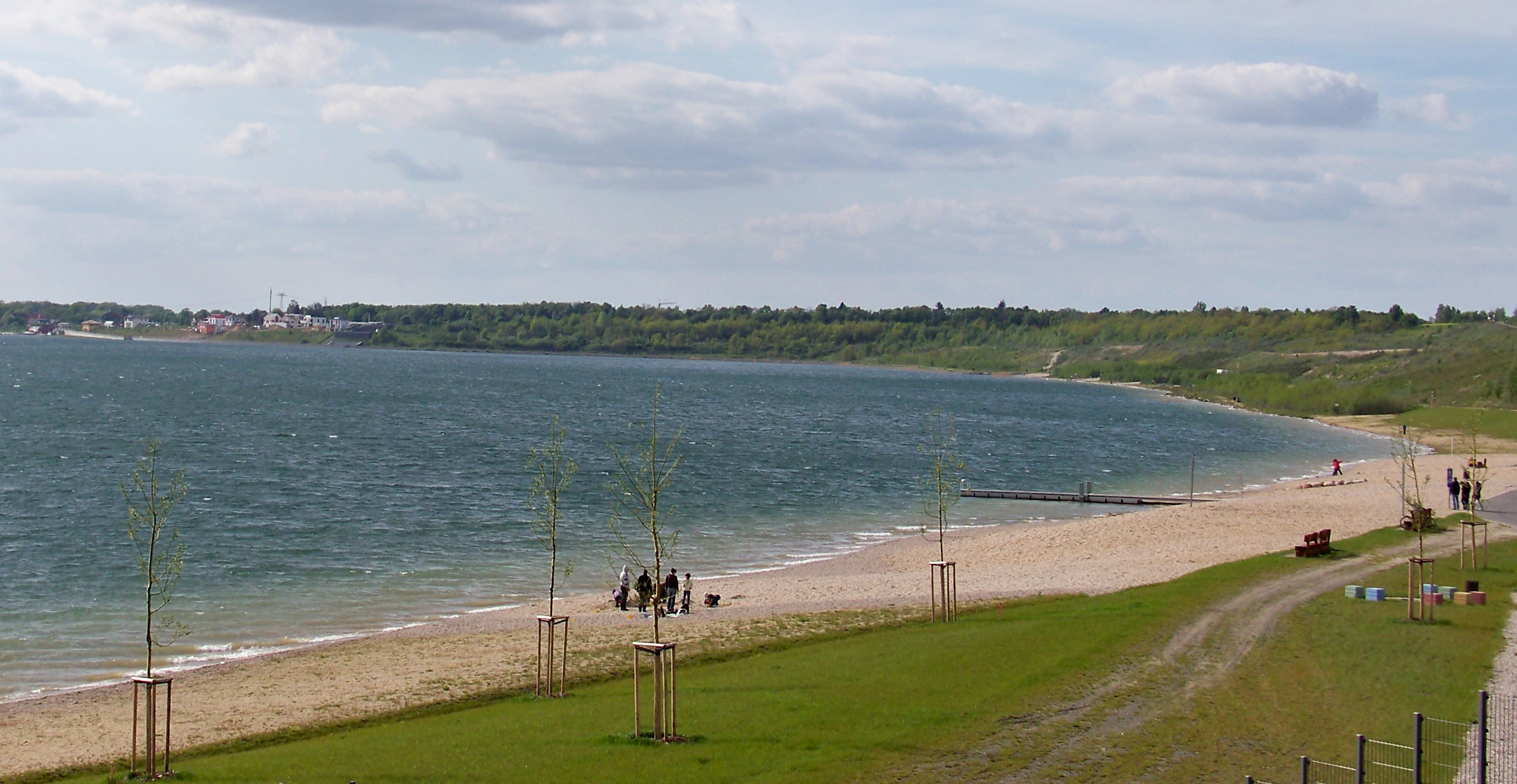

51°16′0.48″N 12°24′34.7″E / 51.2668000°N 12.409639°E
馬克萊貝格湖（德語：Markkleeberger See），是德國的湖泊，位於該國東部，由薩克森自由州負責管轄，面積2.5平方公里，海拔高度113米，平均水深26米，最大水深58米，湖岸線長度7.8公里，水體容量6,070萬立方米。